# Фудбалска репрезентација Анголе
Фудбалска репрезентација Анголе је фудбалски тим који представља Анголу на међународним такмичењима.

## Успеси

### Светска првенства
| Година         | Коло                  |
| -------------- | --------------------- |
| 1930. до 1982. | Није учествовала      |
| 1986. до 2002. | Није се квалификовала |
| 2006.          | групна фаза           |
| 2010. до 2022. | Није се квалификовала |
| Укупно         | 1/22                  |